# Ein Gruß aus der Tiefe
Ein Gruß aus der Tiefe ist ein deutsches Stummfilmdrama von Emmerich Hanus mit Friedrich Zelnik, Käthe Haack und Hans Mierendorff in den Hauptrollen.

## Handlung
José Frasqueno, der Sohn eines Verbrechers, verlor einst bei einem Schiffsunglück seine Mutter und wurde von dem alten Graf Frasqueno an Kindes statt aufgenommen. Als junger Mann zeigt er technisches und handwerkliches Geschick und bastelt einen neuen Flugmotor zusammen, der sich als revolutionär erweisen soll. Der Stahlindustrielle Vareno interessiert sich sehr für Frasquenos Arbeit und bietet ihm an, seine Erfindung industriell zu vermarkten. Aus diesem Grunde gründet er eine eigene Gesellschaft. José lernt dank dieser Zusammenarbeit Varenos Tochter Ilinor kennen, und beide jungen Leute verlieben sich ineinander. Vareno droht jedoch Ungemach: Er erfährt, dass der Verbrecher Rawalla, der ihm und seiner Firma mit seinen Diebstählen einst sehr geschadet hatte, aus der Irrenanstalt, wohin man ihn eingeliefert hatte, ausgebrochen ist. Vareno sieht es noch deutlich vor seinem geistigen Auge, wie er einst Rawalla an die Polizei ausgeliefert hatte und der Frau des Schurken Geld aushändigte, damit diese mit ihrem Sohn auswandern könne, um in der Fremde neu anzufangen. Als man dem Fabrikdirektor mitteilt, dass sich eine zwielichtige Figur vor dem Betriebsgelände aufhalte, nimmt er augenblicklich an, dass es sich dabei um Rawalla handeln müsse.
Die Zeit ist gekommen, dass Frasqueno seinen Motor ausprobiert. Sein Überlandflug wird ein voller Erfolg und bringt ihm für seine aviatische Leistung einen dotierten Preis ein. Das gewonnene Geld stiftet er einem noch zu errichtenden Arbeiterheim. José zu Ehren gibt Vareno daraufhin ein Fest, auf dem auch die Verlobung Ilinors mit dem Tüftler bekannt gegeben wird. Als sich Vareno mit seiner Tochter zwecks Erholungsurlaubs auf sein Landgut zurückzieht, überlässt er die Leitung des Betriebs seinem künftigen Schwiegersohn. Dann geschehen merkwürdige Dinge. Vareno findet auf seinem Schreibtisch einen Zettel mit den düsteren Worten „Ich räche mich“, dann erhält der Alte die Nachricht, dass José in der Fabrik verunglückt sei. Vareno macht sich daraufhin sofort auf den Weg, kommt aber nie in der Fabrik an, wie Ilinor später bei einem Telefonat mit ihrem unversehrten Bräutigam erfahren muss. Man fährt die Strecke ab und entdeckt dabei das zertrümmerte Autowrack Varenos. Der Fahrer ist tödlich verletzt. Alle Nachforschungen nach dem Verbleib Varenos führen ins Leere.
Die Situation spitzt sich zu, als plötzlich auch noch Ilinor spurlos verschwindet. José erfährt von dieser Hiobsbotschaft in demjenigen Moment, in dem er gerade das von ihm gestiftete Arbeiterheim besichtigt. Wieder daheim, entdeckt José ein mysteriöses Zeichen, das ihm wohlbekannt ist, denn es ist auch in seinen Arm eingebrannt. Erst die Aussage einer Frau, die gesehen hat, wie ein Fremder mit einem Prügel nach den Pferden Varenos geworfen habe, bringt José und die Polizei auf die Spur des ausgebrochenen Rawalla. Nach intensiver Suche wird man bald seiner habhaft. Der Schurke versucht zu türmen, wird aber durch einen Revolverschuss niedergestreckt und schwer verwundet. José erkennt das Zeichen auf seiner Haut auch am Körper des Verbrechers und muss sich der bitteren Erkenntnis stellen, dass dieser Rawalla ganz offensichtlich sein leiblicher Vater ist. Im Sterben liegend, beichtet Rawalla seinem Sohn, dass er Ilinor entführt und in eine Waldhütte gesteckt habe. Ehe er die Gegend verließ, habe er aus Rachsucht den Wald angezündet. In Windeseile rast José zu eben dieser Hütte und kann seine Liebste retten. Dann kehrt er zu Rawalla zurück, um diesem für immer die Augen zu schließen. Zutiefst darüber beschämt, das eigen Fleisch und Blut einer solch niedrigen Existenz zu sein, will José die Verlobung mit Ilinor lösen, doch die ist nicht dazu bereit, sieht sie doch, welch edlen Charakter ihr zukünftiger Ehemann besitzt.

## Produktionsnotizen
Ein Gruß aus der Tiefe, auch bekannt mit dem Untertitel Das Drama eines Fliegers, passierte die Filmzensur im Dezember 1915 und wurde wohl noch im selben Jahr uraufgeführt. Die Berliner Premiere war am 28. Januar 1916 im U.T. am Kurfürstendamm. Der mit Jugendverbot belegte Vierakter besaß eine Länge von etwa 1400 Meter.

## Aufführung
Am 21. Juli 1917 lief Ein Gruß aus der Tiefe in Dresden in den Kammerlichtspielen (vormals Rodera-Lichtspiele) in der Wilsdruffer Straße 29.

## Kritiken
Die Murtaler Zeitung befand, in dem Film „verbindet sich eine spannende Handlung mit prächtigen photographischen Aufnahmen“, während das Prager Tagblatt konstatierte: „Besonders wirkt die Szene mit einem kühnen Rekkordflug [sic!]“. Das Neue Wiener Tagblatt bezeichnete Ein Gruß aus der Tiefe als ein „packende(s) Sensationsdrama“.